# Tuberculum supraglenoidale
Het tuberculum supraglenoidale is een gedeelte van het schouderblad (=scapula) waaraan de lange kop van de musculus biceps brachii aanhecht. Dit tuberculum (knobbeltje, uitsteeksel) bevindt zich boven de kom van het schoudergewricht (=fossa glenoides). In deze kom maakt de kop van het bovenarmbeen (=caput humeri) contact met het schouderblad.